# NGC 6133
NGC 6133 est constitué de trois étoiles située dans la constellation du Dragon. L'astronome américain Lewis Swift a enregistré la position de ces étoiles le 23 octobre 1886.